# وارجا
وارجا هي بلدية تقع في إقليم أرجيش في رومانيا.